# Isak Strand vs. TOE
Isak Strand vs TOE var ett svenskt 6-mannaband som spelade en blandning av pop/soul/reggae/jazz.

## Historia
Bandet släppte sitt första fullängdsalbum You and me and Yes you two 2009 under namnet Isak Strand & the Resin band. 2010 tillkom en blåssektion och de bytte då namn till Isak Strand vs TOE.
2010 och 2011 släpptes två EP och 2013 var det dags för nästa fullängdsalbum "Theory of Everything" producerat av Tingsek. Albumet släpptes av Skinny Boy Records via Sony Music.
Albumet fick 5/6 i betyg av Gaffa
Hösten 2013 gjorde bandet sitt första TV-framträdande då de spelade låten Medvind på Bingolotto
I november 2014 meddelade bandet att de inte längre kommer att fortsätta spela tillsammans. 

## Diskografi

### Album
- You and me and Yes You Two (2009)
- Theory of Everything (2013)

### Singlar och EP
- Stories of the Bronze Age (2010)
- You and me and Yes You Two (2011)
- The Good Times (2011)
- Be All We Could (2011)
- Ge Mig Skjuts (2014)